# 鮎川優
鮎川優（あゆかわ ゆう、9月10日 - ）は日本の青年実業家。モデル、評論家、ビジュアル系バンド美獣のボーカル。

## 概要
2017年から、ラジオ日本で自身の冠番組「鮎川優のミッドナイトニッポン」のパーソナリティを務める。
ファッション雑誌MEN'S KNUCKLE（メンズナックル）、Men's SPIDER （メンズスパイダー）、音楽CD、アイドル、飲食店などのプロデューサーとしても活動している一方、内装デザイン業や歌舞伎町に歯科医院や美容外科、飲食店、デコショップなどを展開している。血液型はA型。身長173cm。おとめ座。
愛称は鮎P　もしくは　あゆぴー（鮎川プロデューサーの略）2022年からは美魔王。

## 来歴
- 2004年4月6日、ファッション雑誌『MEN'S KNUCKLE　（メンズナックル）』のプロデュースを開始。ファッション界に伊達ワルというカテゴリーが出来るほど若者の支持を集める雑誌になる。ストリートスナップでは素人に面白いキャッチコピー[2]を付けたコーナーが大人気になりTV等で紹介されるまでに。
- 2006年3月11日、小栗旬主演の日本映画『ウォーターズ』でスーパーバイザーとして制作に参加[3]。
- 2007年1月31日、自らがプロデュースを手がけた音楽CD『ホストランス』が発売され安室奈美恵やミスチルを抜いてオリコンチャート総合最高6位のヒットを記録。（2007年２月の月刊オリコンより抜粋）
- 2007年7月、芸能事務所兼モデルエージェンシー『株式会社ピープロ（P-PRO）』を設立。タレントはてんちむを始め十数名所属（24日よりホームページ運営開始）。
- 2008年9月24日、ファッション雑誌『Men's SPIDER （メンズスパイダー）』 のプロデュースを開始。
- 2011年、Men's SPIDER BAND 美獣のボーカルとして音楽活動再開。テレビ朝日『セレクションX』のエンディングテーマに抜擢。
- 2017年、日本テレビ系列　ラジオ日本で自身の冠番組「鮎川優のミッドナイトニッポン」スタート
- 2023年、日本テレビ系列　ラジオ日本で自身の冠番組「鮎川優のミッドナイトニッポン」が「美魔王のミッドナイトニッポン」へ名変
- 2023年9月、美魔王としてTikTok50万フォロワー突破し、総動画再生数も1億再生を超える

## 人物
- 大阪生まれだが高校時代は名古屋で過ごす。高校時代は暴走族の名古屋栄スペクター初代総長になり暴走族雑誌「ティーンズロード」や「チャンプロード」等に掲載され読者モデルとなる。「ティーンズロード」においては読者人気投票で1位になり専属モデルとなる。高校卒業後は大阪に戻り音楽学校に入学後学生仲間とバンドを結成。大阪で活動中、東京の音楽事務所にスカウトされメンバーと共に上京しＣＤデビューを飾る。が、なかなか売れずバイトでホストを始める。
- ホストに入店初日から1000万の売り上げを上げ新人ながらにNo1を獲得。以後9年連続歌舞伎町No1ホストとして歌舞伎町の帝王と呼ばれる。
- 彼はお酒が飲めない体質のためホストの定番のシャンパンタワーはやらず1本10万円のヤクルトを100本使って1000万円のヤクルトタワーを披露し業界を震撼させた。

・その後、独立し日本1の売り上げを誇るホストクラブ「エデン」を開店。ホストとしてもホストクラブとしても日本1を獲得して引　　　　　　　　　退
・現在はホスト業を引退しモデルやファッション誌のプロデューサーの他、頓挫していた音楽活動をヴィジュアル系バンド「美獣」のヴォーカリストとして音楽活躍を再開。
・美魔王としてTikTok50万、インスタ15万フォロワー突破し、総動画再生数も1億再生を超える

## 活動

### プロデュース
TV
・フジテレビ　「笑っていいとも」出演
・日本テレビ　「お水の花道」鮎川優ドキュメンタリー番組出演
・テレビ東京　「くだまき八兵衛」出演
・テレビ朝日　「スーパーTV」鮎川優ドキュメンタリー番組出演
・NHK　　　　「kawaii TV」　鮎川優プロデュース番組出演

ファッション雑誌
- 『MEN'S KNUCKLE（メンズナックル）』
- 『HOST KNUCKLE （ホストナックル）』
- 『Men's SPIDER （メンズスパイダー）』

音楽CD
- 「ホストランス」（東芝EMI）オリコンチャート最高6位を記録した。
- 「ホストランス2」」（東芝EMI）
- 「ホストパラダイス」（ファームレコード）

### 出版
- 著書「カリスマホスト達の帝王学」　ミリオン出版
- 写真集「アジアンジゴロ」　ミリオン出版

### 映画
- 映画「ウォーターズ」　主演　小栗旬　松尾敏伸　真中瞳

スーパーバイザーとして制作に参加。
- 映画「DEEP BLOOD」　主演　陽生　準主演　鮎川優　藤本久美

### DVD
- DVD「魁！ホスト塾」　塾長　鮎川優　エイベックス・エンタテインメント

### 関連会社
- 『株式会社AY出版』

出版および広告代理店業。
- 『株式会社ピープロ（P-PRO）』

芸能プロダクション兼モデルエージェンシー。
- デコショップ「Decorich」

スワロフスキーを使って何でもデコるLuxury Shop。
- デジタルフォトスタジオ「リミックス」
- 炭火地鶏専門店「鶏嵐坊」宮崎地鶏と焼酎の専門店

• フローリスト＆シャンパンタワーレンタル「ティアラ」
• バリリゾート
・snsバズらせ屋　株式会社バズリスト
・プライベートサウナ　TRIBAL新宿
・ジンギスカン料理　羊の大群
・GNデンタルクリニック
・エイチクリニック

## 関連のある人物
リョーマ
鮎川のプロデュースするモデルエージェンシー『株式会社ピープロ』所属のモデル。ファッション雑誌MEN'S KNUCKLE、Men's SPIDER、小悪魔agehaなどで活動。
IBI
ファッションブランドSixh.デザイナー。Men's SPIDERなどで活動。